# Karakattam

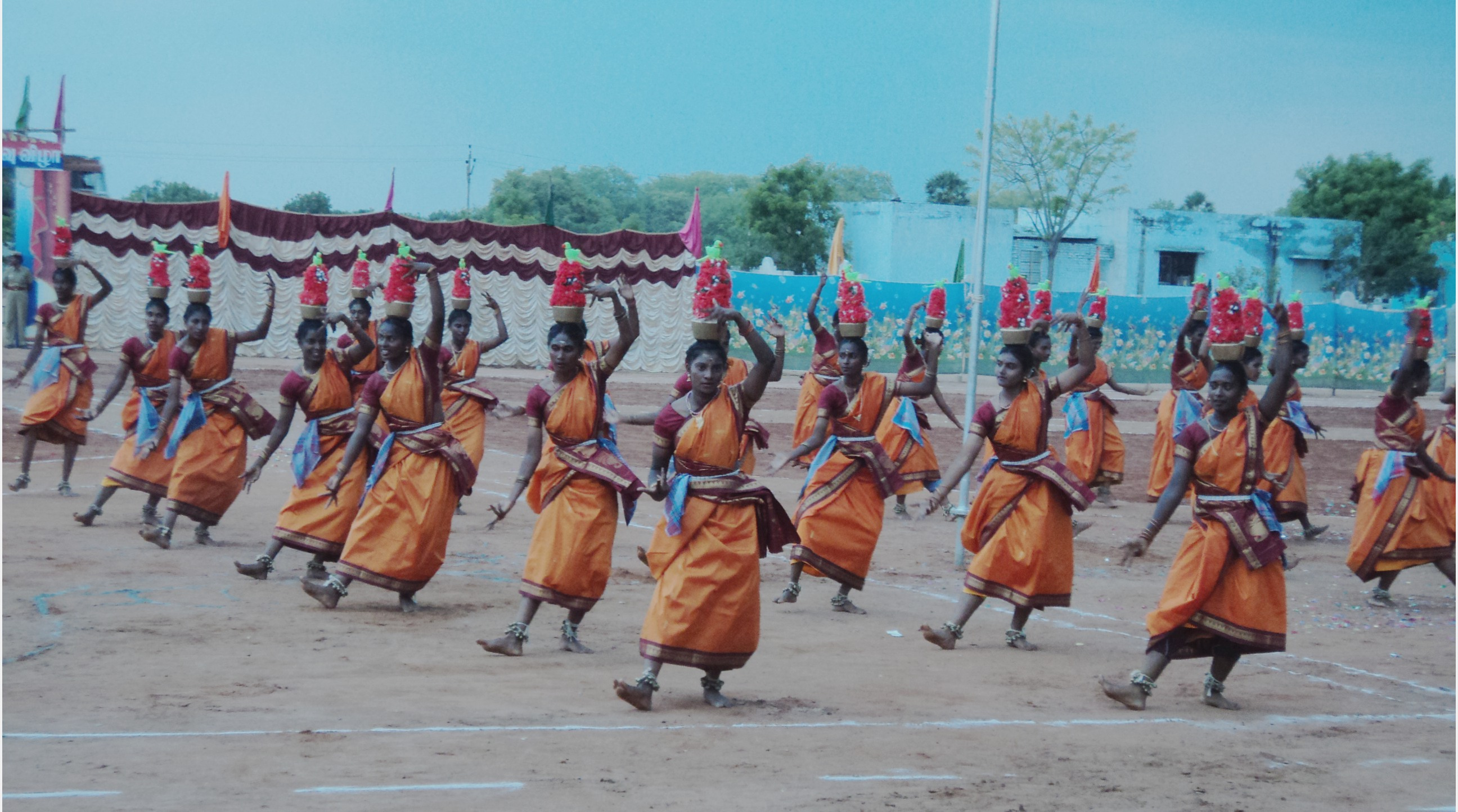
Danseuses de karakattam

Le karakaattam (tamoul : கரகாட்டம் ou « danse karakam (கரகம் 'pot d'eau') ») est une ancienne danse traditionnelle du Tamil Nadu exécutée en louange de la déesse de la pluie Mariamman. L'ancienne épopée tamoule dit que ce type de danse est dérivé du Bharata natyam et d'un mélange de plusieurs formes de danse tamoule comme les postures et mudras Bharatanatyam. L'offrande de cette danse est à la déesse afin de recevoir de la pluie. La danse accompagne des chants tels que de la musique carnatique traditionnelle (Amrithavarshini).
Les interprètes tiennent un pot en équilibre sur leur tête. Traditionnellement, cette danse est classée en deux types :
- l'aatta karakam, qui symbolise la joie et le bonheur. Il est principalement exécuté comme divertissement.
- le sakthi karakam, qui n'est exécuté que dans les temples en tant qu'offrande spirituelle[2].

Le karakkatam invoque la pluie à travers une danse tamoule classique. La chanson la plus courante emploie l'amrithavarshini ragam (ragamalika). Les Tamouls croyaient que Mère Nature donne des pluies abondantes et protège la récolte.

## Tenue
Le karakattam est traditionnellement exécuté dans un sari. Cependant, la tenue vestimentaire peut varier car la caractéristique principale est d'avoir un karakam (pot) sur la tête du danseur. La tenue habituelle comprend des saris ou des kurtas, des tissus colorées et un pot.
La mode actuelle du karakattam semble avoir été corrompue, probablement en raison d'un manque de soutien des puristes de Bharata natyam rejetant l'art comme non traditionnel et de classe inférieure, car il a été réduit à un art glamour nocturne, les jeunes filles maigrement vêtues étant préférées comme les interprètes et le public étant compris d'ivrognes qui ne viennent que pour les lorgner et les taquiner. La Haute Cour de Madras a émis une directive interdisant la consommation d'alcool lors des représentations de karakattam et interdisant les représentations « obscènes et vulgaires ».

## Dans la culture populaire
En 1989, le film tamoul Karakattakkaran (en) présente ses acteurs principaux comme interprètes de karakattam. Le film devient très populaire et produit une forte publicité pour ce genre de danse, notamment grâce à la musique d'Ilayaraja et la chanson « Maanguyilae Poonguyile » avec sa chorégraphie de karakattam.
En plus de cela, le film Padai Veetu Amman (en) sorti en 2001 a l'actrice principale Meena exécutant brièvement la danse karakattam dans une chanson de festival. En outre, le film tamoul de 2002 Sri Bannari Amman (en) montre la dévote principale en tant que danseuse héréditaire de karakattam. Une chanson du film présente la danse karakattam.

## Galerie

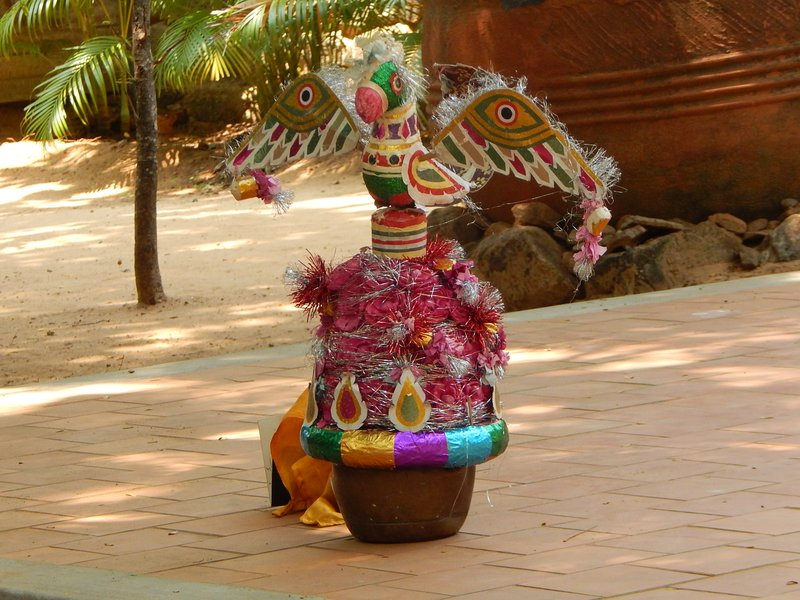
Accessoire de danse
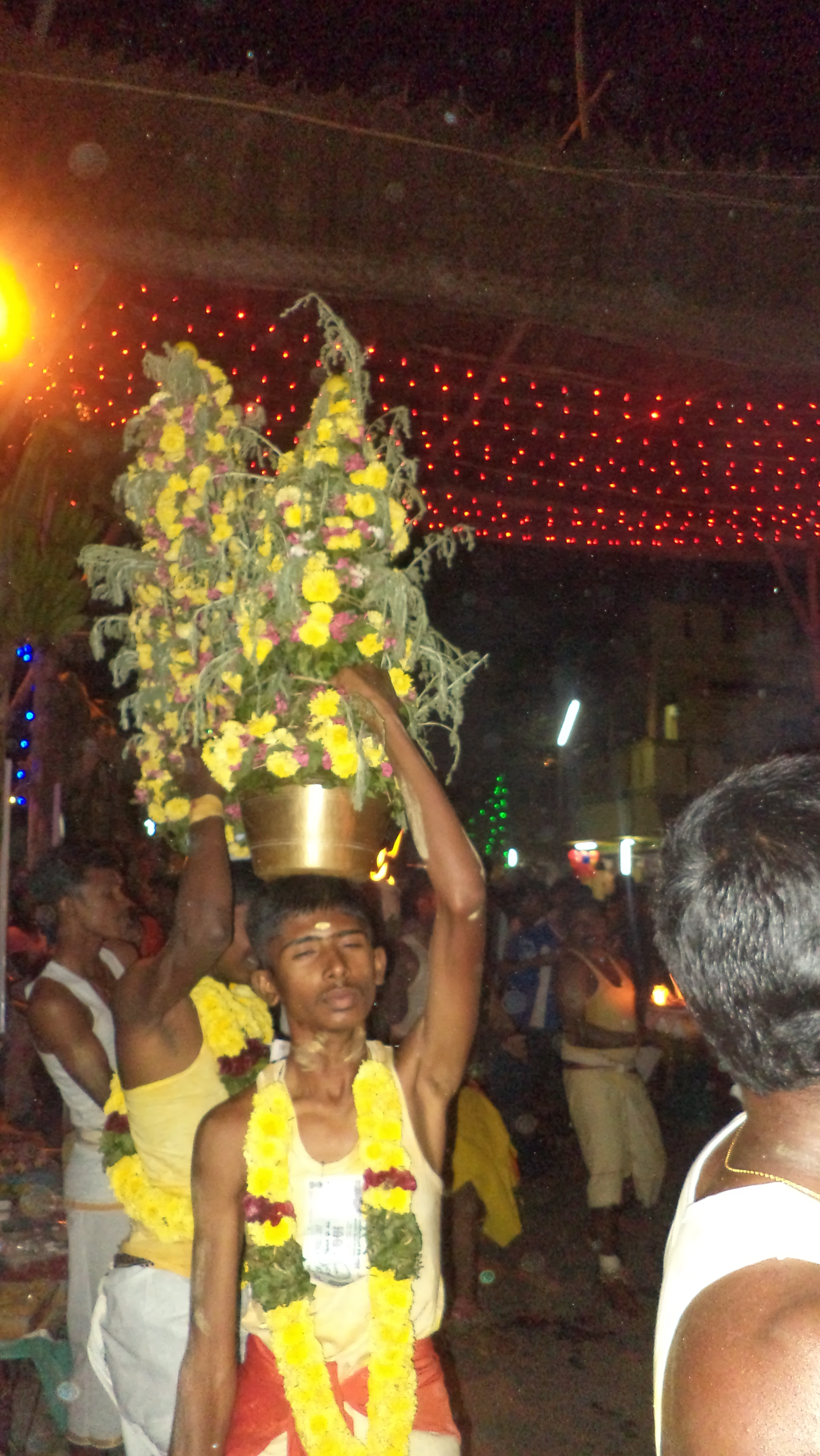
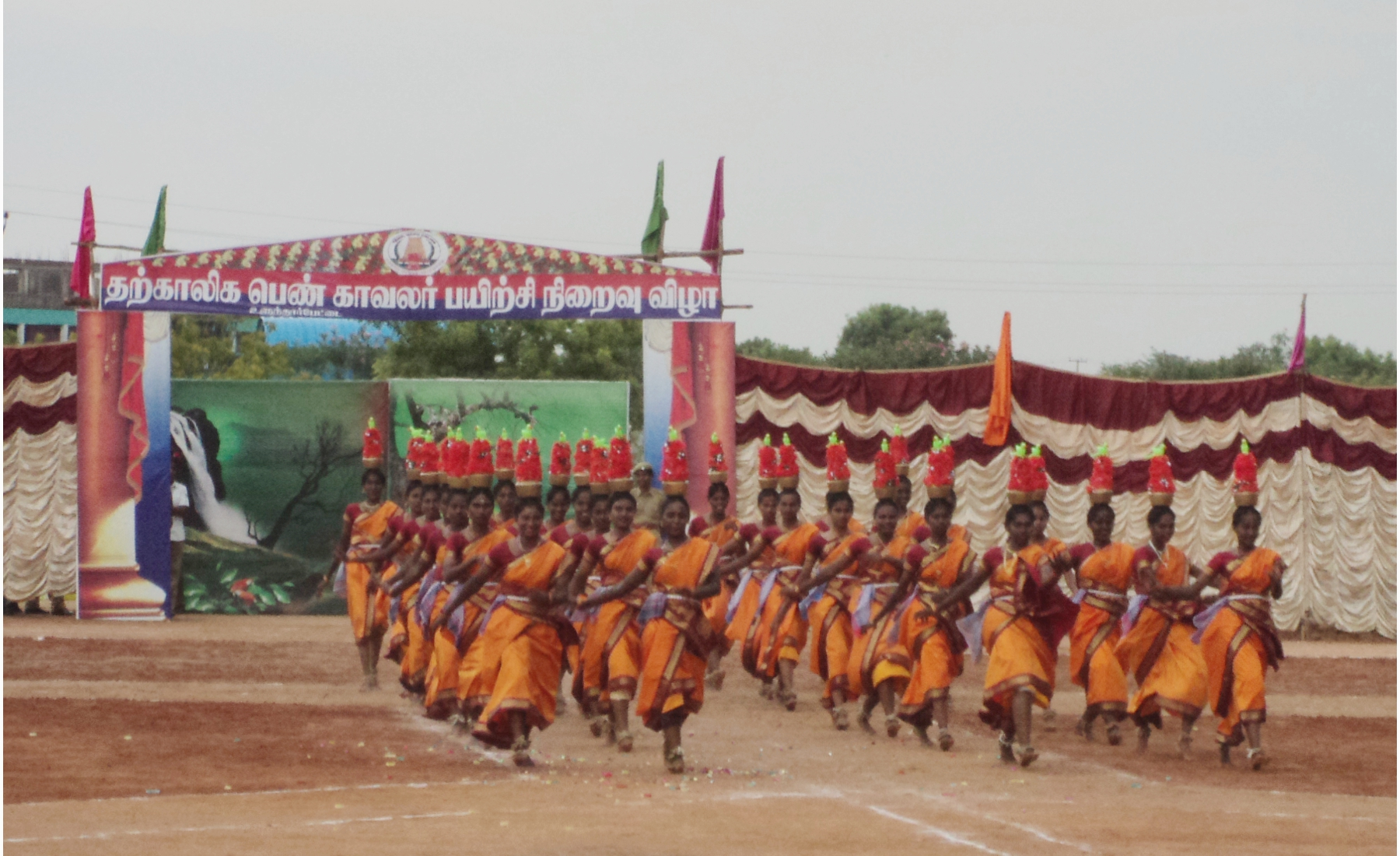
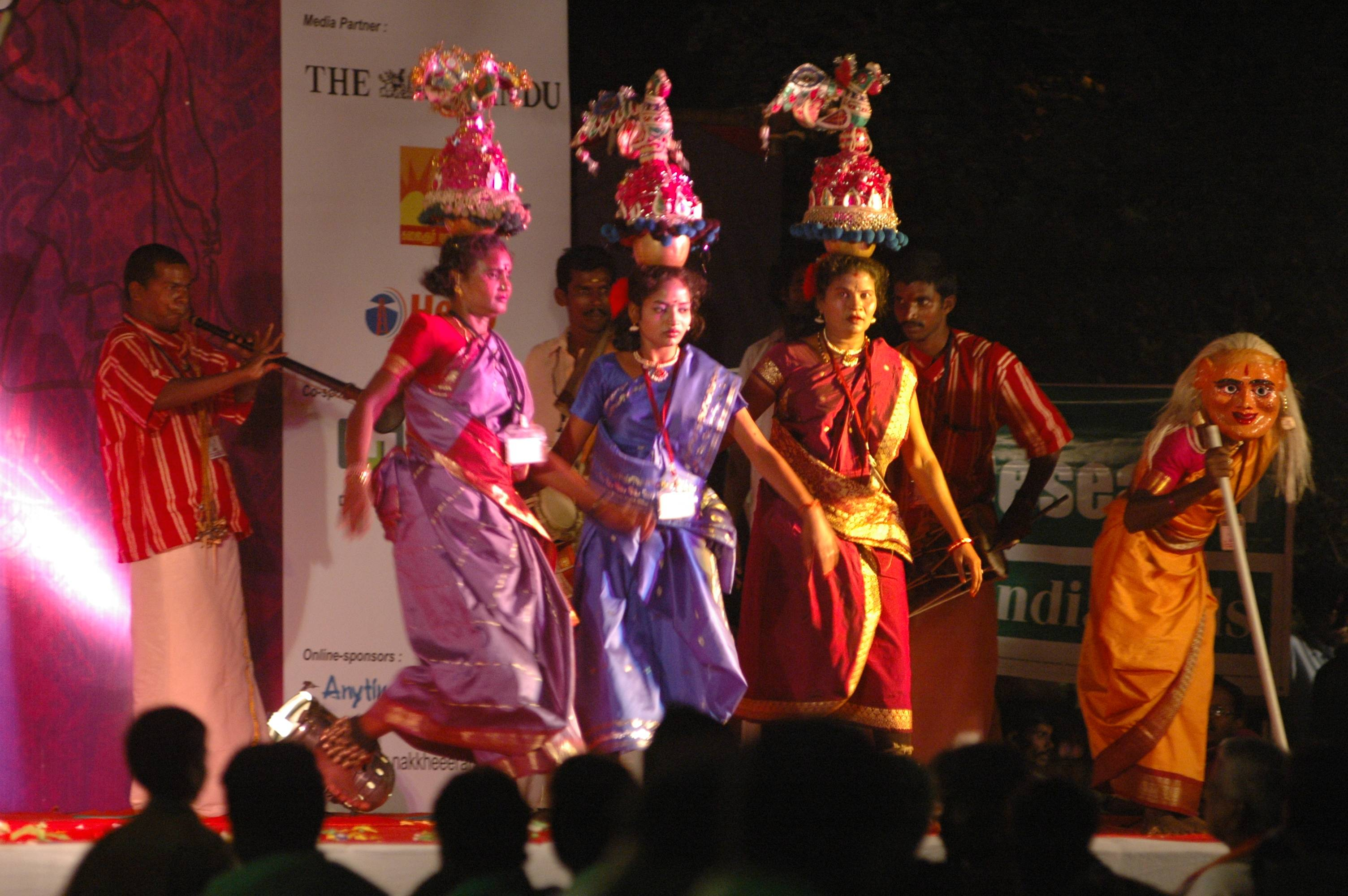
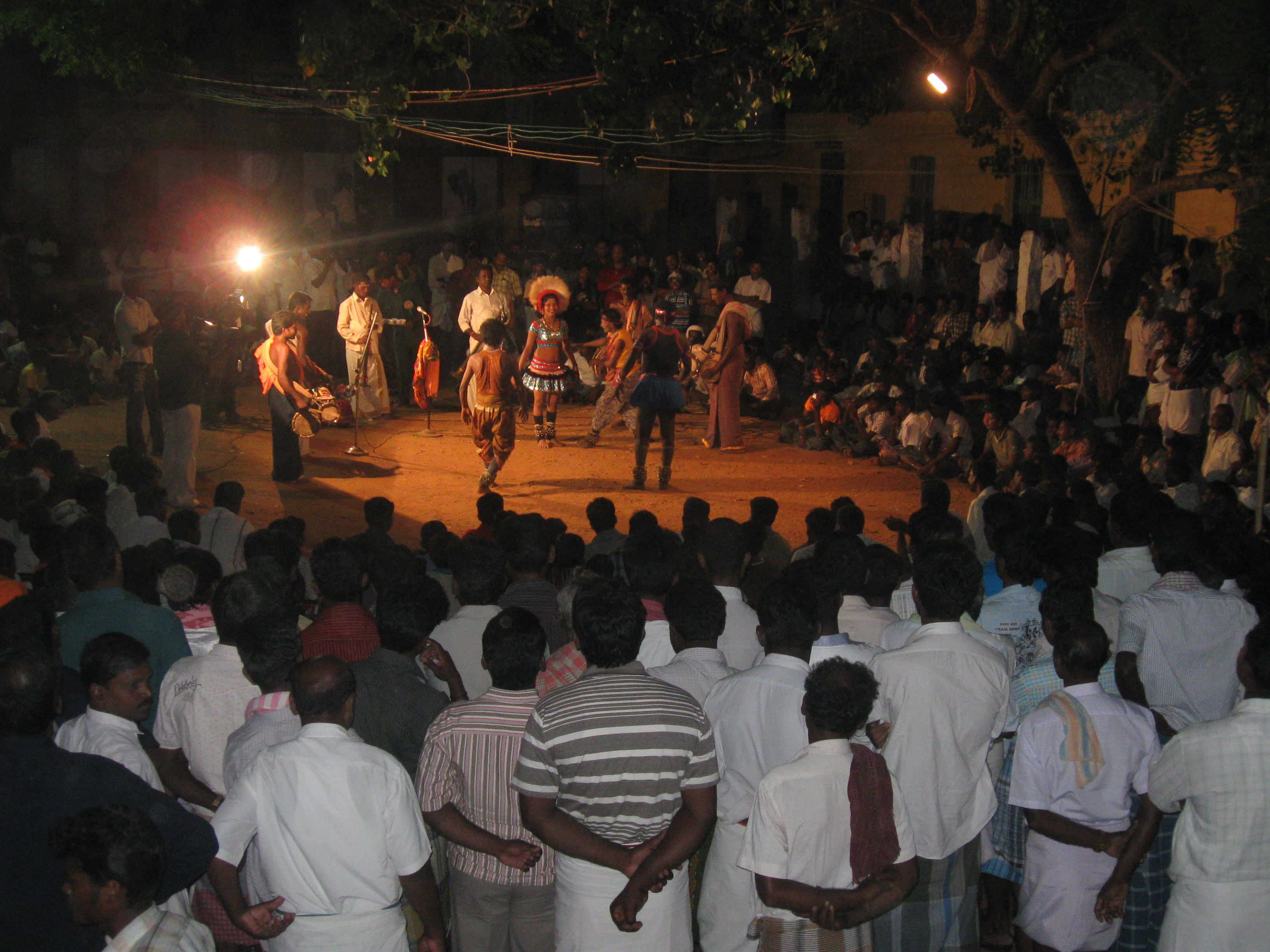